# Elija Eudoksija
Elija Eudoksija (oko 377. – Konstantinopol, 6. listopada 404.) bila je supruga bizantskog cara Arkadija.

## Obitelj
Bila je kći Flavija Bauta, romaniziranog 
vojskovođe franačkog podrijetla koji je tijekom 380-ih godina služio kao magister militum, odnosno vrhovni vojni zapovjednik u zapadnoj rimskoj vojsci. Spominje ga i Filostorgije, povjesničar i pripadnik anomejske hereze , a prema fragmentima kronike Ivana iz Antiohije, monaha iz 7. stoljeća (sirijskim pravoslavnim patrijarhom Antiohije, nekoć poistovjećivanog sa sv. Ivanom III. od Sedre), smatralo se da je Bauto također bio otac generala Flavija Arbogasta, što suvremeni povjesničari ne prihvaćaju.
Britanski klasični učenjak J. B. Bury u svome djelu: Povijest kasnoga carstva od smrti Teodozija I. do Justinijanove smrti  i povijesna studija dr. Kennetha Holuma: Teodozijeve Carice: žene i carska vladavina u kasnoj Antici nalažu da je majka Elije Eudoksije bila Rimljanka, no da joj je otac barbarskog podrijetla. Međutim, primarni izvori ne govore o njezinom podrijetlu s majčine strane.

## Mladost
Otac Elije Eudoksije, Flavije Bauto, posljednji se put spominje kao rimski konzul za vrijeme cara Teodozija I. 385. godine i da je preminuo 388. godine, (po nekim izvorima poginuo je u Galiji). Prema povjesničaru Zosimu, pretpostavlja se kako je Eudoksija s nepunih 11 godina ostala siroče i kako ju je Bautov prijatelj Flavija Promote, inače magister militum Istočnog Rimskog Carstva, primio u svoje kućanstvo gdje je i odrasla. Međutim, Promota je bio ubijen u zasjedi 391. godine te je za sobom ostavio ženu Marsu i dvojicu sinova. Oni su odrastali i školovali se zajedno s Flavijem Arkadijem i njegovim mlađim bratom Flavijem Honorijem, sinovima nasljednicima cara Teodozija I. Eudoksiju je obrazovao Pansofije, koji je 402. godine. promoviran u biskupa Nikomedije.

## Vjenčanje
Dana 17. siječnja 395. godine, Teodozije I. je u Milanu podlegao zbog edema. Arkadije je naslijedio krunu Cara Istočnog Rimskog Carstva i Honoriusa (Cara) Zapadnog Rimskog Carstva, ali je odmah djelotvorno stavljen pod kontrolu bizantskog konzula, pretorijanskog prefekta Istoka, Flavija Rufinusa. Rufinus je, kako se navodi, namjeravao oženiti svoju kćer za Arkadija te uspostaviti svoj osobni odnos s Teodozijevom dinastijom. J.B. Bury smatra da je na taj način "od nekoć carevog punca, i sam želio postati car".
Međutim, Rufinus je ušao u sukob s generalom Flavijem Stilikom, Magister Militumom i i jednim od najmoćnijih ljudi Zapadnog Rimskog Carstva, što ga je potpuno rastrojilo, tako da su mu svi planovi propali.
Eudoksijino vjenčanje za Arkadija je orkestrirao konzul Eutropije, jedan od eunuških visokih dužnosnika koji su služili u Velikoj palači Konstantinopola. Vjenčanje je održano 27. travnja 395., a sve bez znanja i suglasnosti Rufina. Eutropije je u tome vidio šansu da poveća osobni utjecaj nad carem s puno nade da bi na taj način mogao osigurati i privrženost nove carice. Rufin je, inače neprijatelj Promotusa kao i cijele obitelji Magister Milituma, nakon svih događanja iza njegovih leđa, postao i Eudoksijin neprijatelj, te je vrlo vjerojatno da je na sve načine želio potkopati Arkadija. Sam Arkadije je bio izuzetno motiviran da se otrgne i nametne svoju vlastitu volju nad voljom njegovog regenta. Zosimus govori da je ljepota njegove nevjeste imala veliki utjecaj na Arkadija koji je, u to vrijeme, imao otprilike osamnaest godina, pa se za Eudoksiju može pretpostaviti da je bila otprilike iste dobi.

## Carica
U desetljeću između njezina braka i njezine smrti, Eudoksija je rodila petoro žive djece. Suvremeni izvor poznat kao pseudo-Martyrius također spominju i dva mrtvorođena djeteta. "Pseudo-Martyrius" je bio neprijateljski raspoložen prema Eudoksiji i vjerojatno će to biti da je Kozmij, koji je bio snažan pristaša Ivana Zlatoustog, povezivao mrtvorođenčad s Božanskom kaznom radi dva izgnanstva Ivana Zlatoustog. 
Pisac, Zosimus, također je tvrdio da je njezin sin Teodozije bio rezultat njezine veze s nekim dvorjaninom, čime je opetovano pokazao da je bio neprijateljski nastrojen prema Eudoksiji, jer je točnost njegove pripovijesti jako sumnjiva i osporavana).
Međutim, sve govori da je Eudoksija bila opasna žana prema onima koji se usude stati joj na put, tako da se smatra da su ona i 
Gainas, novi magister militum, sudjelovali u oduzimanju svih dužnosti te naknadnoj egzekuciji Eutropija 399. godine, radi očitog pokušaja proširenja vlastitih ovlasti, utjecaja i moći na dvoru. Međutim, opseg i priroda njezine uključenosti u taj čin bili su predmet rasprava i na kraju su osporeni. Ipak, čini se da joj se osobni utjecaj na dvoru bitno povećao nakon Eutropijeve egzekucije.

Eudoksija se također uključila u rješavanje pravnih pitanja, tako ju je general Arbazakije podmitio kako bi izbjegao suđenje radi kampanje iskorjenjivanja Isaurijanaca. Kao rezultat toga, dana 9. siječnja 400. Eudoksija je službeno dobila počasnu titulu Auguste. Tada je mogla nositi purpurni paludamentum koji 
predstavlja carski položaj, a prikazan je na rimskom novcu.
Službene slike njezina načina nošenja paludamentuma koji je bio sličan onome muškom načinu, također je bio u opticaju. Njezin šurjak, Honorije je kasnije prigovorio Arkadiju kako su on i Eudoksija dogurali da imaju svoj osobni dvor.

Opseg njenog utjecaja na pitanja vezana za dvor i državu bila je tema rasprave među povjesničarima, tako da Filostorgije smatra da je bila inteligentnija od supruga, pri čemu ne izbjegava komentirati njenu "barbarsku aroganciju".
Međutim, Zosime smatra da je imala snažnu volju, ali da su njome, u konačnici, manipulirali dvorski eunusi kao i žene koje je okružuju. J. W. H. G. Liebeschuetz u svome djelu: "Barbari i biskupi: vojska, crkva i država u doba Arkadija i Zlatoustog" (izdana 1990.) smatra da je njezin utjecaj precijenjen u primarnim izvorima, dok Antička povijest Cambridgea XIII.  A.D. 337-425 "Kasno carstvo" (1998.), navodi da je dominirala vladom između 400. i njezine smrti 404. godine.
 
Bez obzira na mnoge nedoumice, Eudoksija je neosporno bila cijenjena kao carica, pa je tako 403. godine, Simplicije, prefekt 
Konstantinopola, dao izraditi masivni srebrni kip Eudoksije, koji je bio postavljen na stupu izrađenom od porfira s bazom od mramora, a cijela ceremonija otkrivanja statue je popraćena javnim slavljem. Međutim, Sokrat i Sozomen opisuju tu javnu svečanost kao posljednju slamku spasa u napetom odnosu između Eudoksije i patrijarha Ivana Zlatoustog. Ako je vjerovati da je pseudo-Martyrius, njezine dvije trudnoće (koje su završile 403. te one kasnije krajem 404. godine) nisu završile pobačajima, kao što se prethodno pretpostavljalo, nego porodom mrtvorođenčadi, pri čemu je drugi porod uzrokovao smrt Eudoksije zbog krvarenja i infekcije.
Arkadije je nakon njene smrti, gradu Selimbrii (Silivri) promijenio ime u Eudoksiopolis, iako to ime nije preživjelo.

## Crkvena politika
Njena uloga u crkvenim poslovima toga vremena je relativno dobro zabilježena.Ona je postala zaštitnica frakcije kršćanske crkve koja je prihvaćala Nicejsko vjerovanje, a Sokrat Skolastik, konstantinopolski crkveni povjesničar, je zabilježio da je financirala noćne antiarijanske procesije u Konstantinopolu. Također je rukovodila javnim proslavama kad bi se donijele novie Relikvije kršćanskih Mučenika u grad, kojom prilikom bi se pridružila noćnom bdjenju. 
U svakoj relevantnoj prigodi koja se ticala vjerskih pitanja je djelovala sama, dok je njezin suprug Arkadije općenito bio odsutan s takvih javnih zbivanja. Postoje tvrdnje da je Eudoksija na sebe prenijela ulogu zaštitnice Crkve koja je prethodno pripadala, u to vrijeme, Augustusu Konstantinu, budućem rimskom caru Konstantinu I. Velikom. Njezina uloga u crkvenim poslovima će je dovesti do sukoba s Ivanom Zlatoustim, konstantinopolskim patrijarhom, osobito nakon njegova prosvjeda zbog oduzimanja svih dužnosti, te naknadne egzekucije Eutropija - Ivanovog saveznika na dvoru. Tijekom obavljanja dužnosti patrijarha, Ivan je striktno poštivao pravila Crkve, pa je odlučno odbijao biti domaćin, te kao takav udomljavati izdašna društvena okupljanja, što ga je učinilo popularnim među običnim ljudima, ali nepopularnim kod bogatih građana i svećenstva. Njegove reforme klera, također su bile nepopularne kod tih grupa utjecajnih ljudi. Reforme su išle tako daleko da bi gostujućim svećenicima naredio da se vrate u crkve iz kojih dolaze, i to bez ikakve naknade.

Otprilike u isto vrijeme, Teofilije, aleksandrijski patrijarh je želio staviti Konstantinopol pod svoj utjecaj pa je odbio doći na dogovoreni sastanak s Ivanovom u Konstantinopolu. Budući da je bio protivnik Origenova učenja, optužio je Ivana da je bio previše pristrasan prema kasnijim učenjima. Teofilije je disciplinirao četvoricu egipatskih redovnika poznatih kao "Visoka braća" zbog njihove podrške Origenovom učenju. Posljedično su Braća bila prisiljena pobjeći pa su potražili utočište u Konstantinopolu gdje ih je primio Ivan Zlatousti. U to je vrijeme Zlatousti održao propovijed u kojoj je kritizirao bespotrebni luksuz žena. To je prijavljeno carici kao da se ta propovjed odnosila na nju osobno, što je kod nje izazvalo još veći gnjev protiv Ivana, tako da je stvorio još jednog neprijatelja, onog u Eudoksiji. Ona je, obzirom na njegove oštre stavove, možda opravdano pretpostavljala da su optužbe u vezi ekstravagancije ženskog luksuza bile usmjerene upravo na nju.
Uskoro se protiv njega formirao savez Eudoksije, Theofilija i drugih. Oni su održali sinodu 403. godine poznatu kao Sinoda od Hrasta kako bi optužili Ivana, u kojoj je njegova veza s Origenskim učenjem bila upotrijebljena protiv njega. To je rezultiralo njegovim izopćenjem i protjerivanjem. Budući da je presuda u znatnoj mjeri uznemirila narod, Arkadije je gotovo odmah opozvao presudu. 
Također, nešto prije Arkadijevog opoziva presude, točnije u noći nakon Ivanovog izopćenja, desio se zemljotres, što je Eudoksija vidjela kao znak Božjeg gnjeva, pa ju je i to potaknulo da zamoli Arkadija za Ivanovo vraćanje u službu.

Međutim, mir je bio kratkotrajan. Kad je u blizini gradske katedrale podignut je srebrni kip Eudoksiji, Ivan je osudio posvećenu ceremoniju. Izražavao se protiv Eudoksije prilično neprijatnim terminima: "Herodija opet bjesni, opet je uznemirena, ponovno pjeva i ponovno želi primiti Ivanovu glavu na pladnju", te na taj način uspoređujući sebe sa sv. Ivanom Krstiteljem.
Međutim Ivanovi neprijatelji, a posebno Teofilije, nisu mirovali, pa su ga uspjeli ponovno izopćiti i prognati, ali ovaj put na Kavkaz u Armeniji, gdje je i umro 407. godine. Ni Eudoksija nije dugo živjela. Njena sedma i posljednja trudnoća, završila je ili pobačajem ili, prema pseudo-Martyriusu, drugim mrtvorođenim djetetom nakon čega je umrla 6. listopada 404. godine od krvarenja i infekcije.

## Djeca
Eudoksija i Arkadije su imali petoro preživjele djece za koje se zna. Glavni izvor o njihovim rođenjima i smrti jest kronika Amijana 
Marcelina:
- Flacila (rođena 17. lipnja 397.). Njezino rođenje zabilježio je Amijan Marcelin. Pretpostavlja se da je umrla prije svoga oca, jer je bila jedino dijete koje nije spomenuto 408. godine kad je umro Arkadije.
- Pulherija[20] (19. siječnja 399 - 453). Udala se za Marcijana.
- Arkadija[21] (3-4. Travnja, 400. – 444.).
- Teodozije II. (10. travnja 401. – 28. srpnja 450).
- Marina[22] (11. veljače 403. – 3. kolovoza 449.).

## Ostavština
Eudoksija je istaknuta figura na instalacijskom djelu američke umjetnice koja je pripadala kategoriji feminističke umjetnosti Judy Chicago nazvanom "The Dinner Party" - Svečana večera. Instalacija dokumentira 999 mitskih, povijesnih i značajnih žena koje su prikazane na ručno izrađenim bijelim pločicama.